# Massimiliano I d'Asburgo
Massimiliano I d'Asburgo (Wiener Neustadt, 22 marzo 1459 – Wels, 12 gennaio 1519) è stato imperatore del Sacro Romano Impero dal 1493 alla morte.
Grazie a una politica di matrimoni ed eredità fu il fondatore dell'impero universale asburgico, malgrado le sconfitte militari subite in molte campagne, alle quali non esitò a partecipare personalmente. Personalità poliedrica e controversa, fu un mecenate e protettore delle arti, come pure un riformatore della politica e dell'amministrazione del regno.

## Biografia

### Giovinezza: ilWunderkind
Massimiliano d'Asburgo nacque nel castello imperiale di Wiener Neustadt, figlio di Federico III e di sua moglie Eleonora d'Aviz. I due imperiali consorti, che nonostante vari contrasti si amavano molto, contavano particolarmente sulle capacità del loro unico figlio maschio sopravvissuto che  avevano deciso di chiamare Massimiliano in onore di un santo danubiano, Massimiliano di Celeia. Federico ed Eleonora avevano avuto un figlio prima di Massimiliano, Cristoforo, e ne ebbero uno dopo, Giovanni, entrambi morti in tenera età.
Non solo i genitori, ma tutto l'impero poneva in Massimiliano le più grandi speranze: era considerato infatti come un bambino inviato da Dio, destinato a realizzare grandiose imprese. Subito, attorno alla nascita di Massimiliano furono create le più svariate leggende, che contribuirono a diffondere l'amore popolare e la fama che godette il giovane erede al trono.
Massimiliano trascorse i primi anni di vita nella città di Wiener Neustadt, dove crebbe con rigore. A fianco delle sue passioni, i duelli e i tornei, Massimiliano era costretto ad assistere a lunghe lezioni che lo portarono a imparare in breve tempo il tedesco e il latino, nonché l'italiano e il francese. La corte asburgica non amava l'ostentazione del lusso e Massimiliano crebbe secondo le antiche usanze dei suoi antenati, lontano da raffinatezze ed eleganza.
Ben presto, nel 1467, Eleonora morì, rimpianta da tutta la corte e in particolare dal marito: Federico infatti non volle più sposarsi, lasciando il futuro della dinastia nelle mani dell'unico suo figlio maschio sopravvissuto e di suo cugino, Sigismondo, conte del Tirolo.

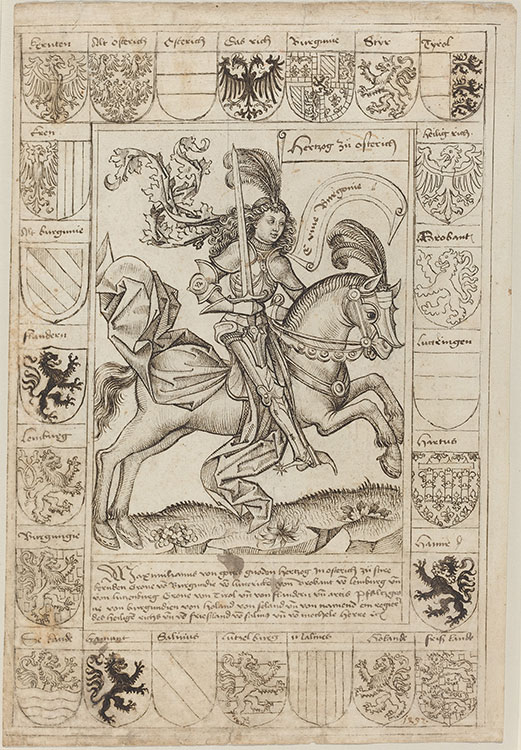
Un giovane Massimiliano d'Asburgo a cavallo in una raffigurazione del 1486

Massimiliano si presentò fin dall'inizio come un ragazzo vivace, che adorava il combattimento e allo stesso tempo era attirato dall'arte e dalla cultura. Fisicamente era molto simile al padre: non era molto alto, aveva il naso aquilino tipico degli Asburgo e era piuttosto robusto; caratterialmente, invece, padre e figlio erano completamente differenti, giacché Federico amava la quiete e la tranquillità, mentre Massimiliano era sempre attivo e instancabile:

### Matrimonio con Maria di Borgogna

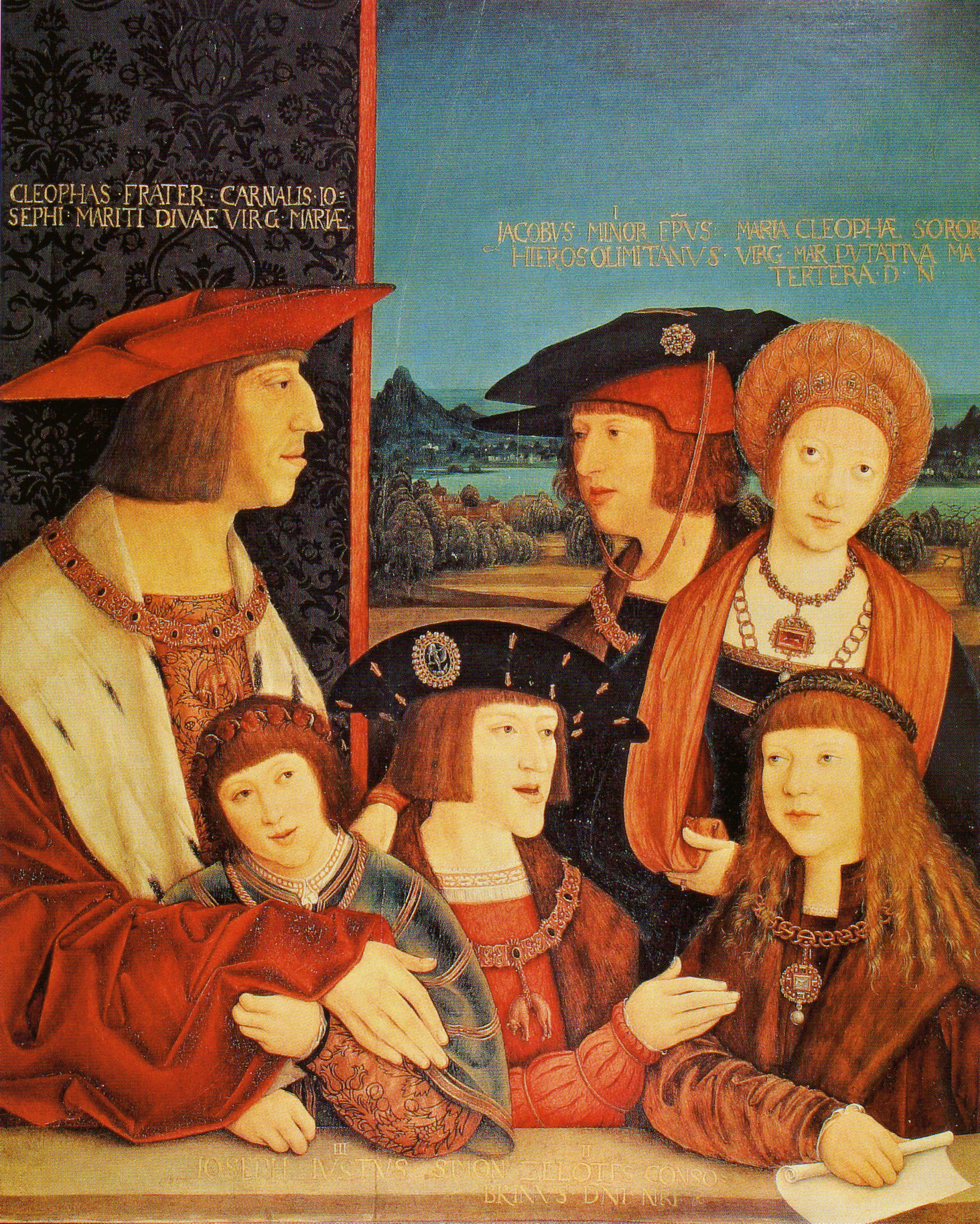
Massimiliano I e la sua famiglia, ritratto immaginario di Bernard Strigel; da sinistra Massimiliano, i nipoti Ferdinando e Carlo, il figlio Filippo, la moglie Maria, e, al posto della nipote Maria, il giovane Luigi re di Ungheria e Boemia, futuro marito della stessa.

La situazione dell'Impero e dell'imperatore nella seconda metà del Quattrocento si presentava problematica: Federico III era perennemente alla ricerca di finanziamenti che spesso i litigiosi rappresentanti degli stati tedeschi rifiutavano di concedergli. Si decise allora di trovare una sposa per l'erede al trono che portasse una ricca dote; la scelta cadde sulla figlia del duca di Borgogna Carlo il Temerario, nemico dei francesi come Federico e signore del più ricco territorio d'Europa: la Borgogna infatti era allora al suo massimo splendore. Il duca di Borgogna controllava le Fiandre, l'Artois, il Brabante, la Piccardia, la Franca Contea. Inoltre governava su vasti territori lungo il Reno e nella Contea d'Olanda e di Zelanda, oltre a possedere le contee di Lussemburgo e Limburgo. Pur essendo formalmente molto legato alla Francia, il duca Carlo era completamente indipendente e aspirava addirittura a una corona, che sperava di ottenere dall'Imperatore.
Federico III e Carlo I si incontrarono presso Treviri, ma il loro accordo sfumò a causa dell'incertezza dell'imperatore. Intanto però Massimiliano e la figlia del duca, Maria, si erano visti e avevano avuto l'opportunità di conoscersi e di piacersi.
Di lì a qualche anno tuttavia (1477) Carlo il Temerario morì in battaglia sotto le mura della città di Nancy, che stava cercando disperatamente di riconquistare e Maria si trovò a essere l'unica erede di tutta la fortuna paterna, e in un clima così ostile che la città di Gand fece giustiziare due stretti collaboratori del defunto duca, Hugonet e Humbercourt. Circondata da nemici, primi fra tutti gli agenti e i nobili al servizio del re di Francia Luigi XI, Maria si chiuse con pochi servitori fedeli nella città di Gand, attendendo l'arrivo di Massimiliano e dell'esercito imperiale. Dopo alcuni problemi legati a una scarsa disponibilità finanziaria (costante comune nella vita di Massimiliano), egli partì e giunse nei Paesi Bassi dove si ritrovò circondato dal favore popolare: nel giugno 1477 giunse a Gand e il 18 luglio 1477 sposò Maria.
L'arciduca si mise alla testa del suo esercito e riportò l'ordine in terra borgognona sconfiggendo Luigi XI di Francia, che aveva tentato di organizzare rivolte nelle Fiandre per ribaltare l'autorità dei giovani sposi, nella battaglia di Guinegatte del 17 agosto 1479. In parte il successo fu dovuto all'abilità tattica dell'Asburgo che prevedeva la cavalleria inserita tra la fanteria.
Negli anni che seguirono Massimiliano continuò a combattere per l'integrità dei territori che erano appartenuti al suocero; intanto, nel 1478 e nel 1480 erano nati i suoi due figli, Filippo e Margherita. L'adesione a uno stile di vita meno asburgico e quindi tedesco in favore di uno più borgognone e quindi imbevuto di suggestioni umanistiche, si ha proprio nella scelta del nome del primogenito, estraneo alla tradizione della casata, ma ricco di rimandi al classicismo e all'età d'oro della monarchia francese nel Medioevo. E in questo modo due nomi tipicamente Valois come Filippo e Carlo (scelta operata dal primogenito dell'imperatore per il proprio erede) passarono ad ambedue i rami degli Asburgo.
Ma a distanza di due anni dalla nascita di Margherita, una tragedia si abbatté su Massimiliano: sua moglie Maria, durante una battuta di caccia, cadde da cavallo riportando gravi emorragie interne. Trasportata subito a Bruges, morì il 27 marzo 1482, rimpianta da tutta la corte e in particolare da Massimiliano, che si trovava ora a essere reggente per i figli, senza possedimenti propri.

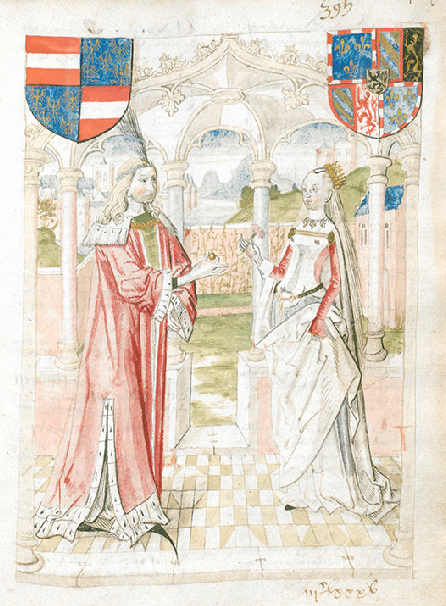
Miniatura del 1485 che mostra Massimiliano d'Asburgo che offre l'anello di matrimonio a Maria di Borgogna

### La difficile reggenza in Borgogna
Morta Maria, le varie città sotto il controllo di Massimiliano colsero l'occasione per ribellarsi all'autorità del duca d'Austria; gli stati dei Paesi Bassi in particolare strinsero patti con la Francia che culminarono con il trattato di Arras del dicembre 1482, il quale sanciva una pace militare ed economica tra le due parti. Più che per motivi economici, questa ribellione andrebbe rintracciata nel desiderio profondo della locale borghesia di non essere sottoposta a poteri che andassero oltre l'ambito comunale. Inoltre Massimiliano fu costretto a inviare a Blois, dove risiedeva la Corte francese, la figlia Margherita come pegno di pace. La giovane principessa fu trattata con tutti gli onori e fu promessa in sposa al nuovo re di Francia, il giovane Carlo VIII.

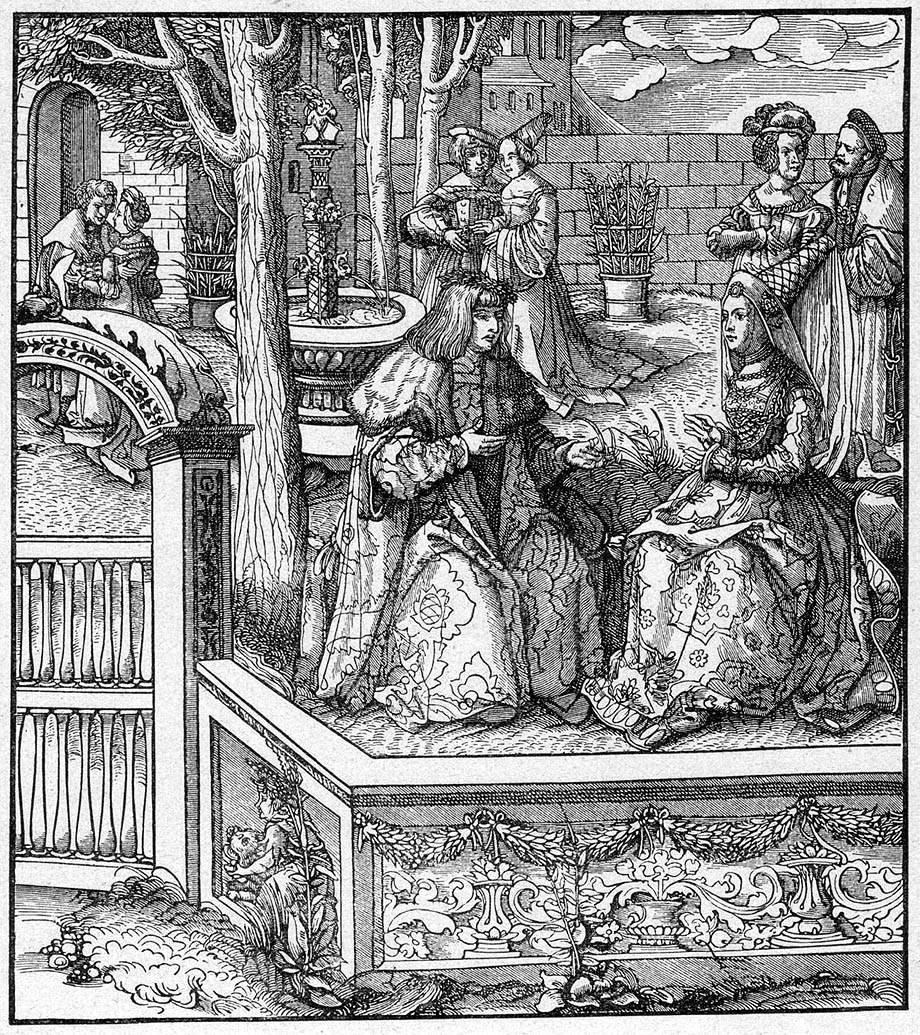
Stampa raffigurante Massimiliano e l'adorata moglie Maria deceduta nel 1482.

Nel 1486 Massimiliano ricevette il titolo di Re dei Romani da suo padre Federico III. Il titolo lo designava come erede universale dell'imperatore alla sua morte. Alcune fonti affermano che Federico fosse contrario alla nomina del figlio mentre lui era ancora in vita; questa ipotesi non ha tuttavia alcun riscontro realistico e storico. Certo è invece, che tra padre e figlio vi fossero numerose incomprensioni e che i due fossero spesso in disaccordo tra loro.
Tornato in Borgogna e dopo anni di continue ribellioni e sfide all'autorità del duca d'Austria da parte delle città borgognone, Massimiliano decise la convocazione dei rappresentanti delle principali città per giungere a un accordo. Così, nell'inverno 1488, scelse come città adatta per la situazione Bruges. Vi giunse con tutta la sua Corte, lasciando però fuori dalle mura cittadine le sue truppe, che avrebbe fatto entrare in un secondo momento. Ma gli abitanti di Bruges, approfittando dell'occasione, bloccarono i cancelli cittadini impedendo l'entrata dell'esercito del reggente: Massimiliano si trovò così prigioniero della cittadinanza, senza nessun tipo di protezione o di garanzia. La popolazione di Bruges arrivò a eliminare alcuni membri della Corte di Massimiliano e a minacciare di consegnarlo al re di Francia. Nonostante la situazione rischiosa l'arciduca si comportò in maniera ferma, risoluta e dignitosa, meritandosi la stima dei suoi carcerieri e questo, in un ambito culturale ancora legato a certi schemi comportamentali del mondo cortese, gli giovò molto, portando dalla sua parte una consistente fetta della nobiltà borgognona. Ben presto tuttavia giunse la notizia dell'imminente arrivo dell'esercito imperiale inviato da Federico III, favorito in questo dall'aiuto che spontaneamente vollero porgere i principi tedeschi verso il re che avevano appena eletto; la ribelle Bruges decise quindi di lasciare libero Massimiliano.
Seguirono anni di violenti scontri tra i nobili borgognoni, desiderosi di essere indipendenti, e Massimiliano, che si conclusero con una vittoria del reggente: Alberto di Sassonia, uno dei più fedeli feudatari di Massimiliano, conquistò e ridusse all'impotenza Bruges e Gand, i due fulcri della rivolta, mentre il più accanito avversario dell'autorità asburgica, Filippo di Kleve, fu irrimediabilmente sconfitto nel 1492. Finalmente Massimiliano poté dare il via ai negoziati per la pace, che si conclusero con il trattato di Senlis del 23 maggio 1493, che gli assicurava il controllo dell'Artois e della Franca Contea. In questo fu anche facilitato dal fatto che, con gli anni, il figlio Filippo era cresciuto e stava diventando sempre più indipendente dal padre, condizione che naturalmente rendeva meno inquieti i borgognoni, alcuni dei quali (specialmente olandesi), cercarono di metterlo contro il padre, che a sua volta cercava di mantenere con lui rapporti da pari a pari.

### L'elezione e le prime campagne

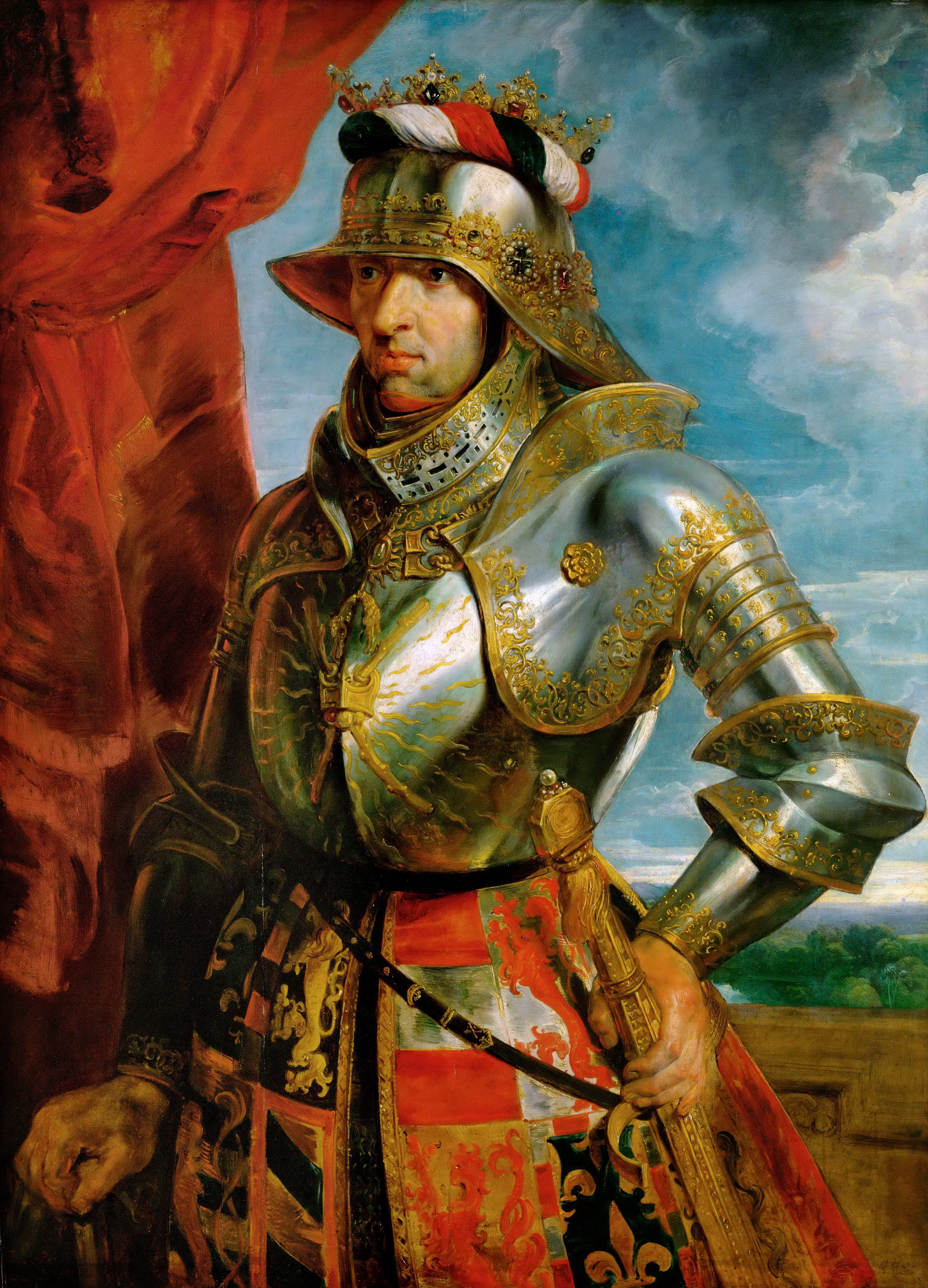
Ritratto di Massimiliano I in armatura, dipinto immaginario di Rubens.

Il 19 agosto 1493, presso Linz, si spense in grande solitudine l'imperatore Federico III. Massimiliano, Re dei Romani, venne subito investito del potere imperiale. Suo primo atto fu quello di lasciare la Borgogna affidandola a suo figlio Filippo, che ne ottenne la piena sovranità, riconosciuta anche dal popolo. Filippo venne accolto a Lovanio con tutti gli onori e vi pose la sua Corte.
Massimiliano intanto, che aveva ottenuto in eredità dal cugino Sigismondo, detto il Danaroso, il ricco territorio del Tirolo ed era riuscito a cacciare il re ungherese Mattia Corvino dall'Austria, tornò a Innsbruck, sua residenza prediletta.
Nello stesso 1493 Massimiliano sposò Bianca Maria Sforza, nipote di Ludovico Sforza detto il Moro, attratto dalla ricchissima dote di 300 000 ducati d'oro, concedendo - in cambio di ulteriori 100 000 ducati - l'investitura del ducato di Milano al Moro. Bianca rimase presto incinta ma, dopo un aborto spontaneo, non ebbe più figli. Massimiliano da parte sua considerava la nuova moglie bella quanto la prima, Maria di Borgogna, ma di poco intelletto; non l'amò mai e cominciò a ignorarla sempre più spesso.

#### Le tensioni con la Dieta e la breve esperienza italiana
Una volta eletto, Massimiliano decise di aderire alla Lega di Venezia, che vedeva la Spagna, lo Stato Pontificio e i maggiori stati italiani reagire alla calata dei francesi di Carlo VIII in Italia. 
Per organizzare un esercito e scendere in Italia, Massimiliano aveva bisogno di denaro e decise così di convocare una Dieta composta dai Grandi Elettori, i rappresentanti delle città imperiali e i Principi imperiali che avrebbero dovuto votare per fornirgli i sussidi necessari alla guerra. Con la convocazione della Dieta di Worms Massimiliano intendeva sia ottenere il denaro necessario a finanziare la sua impresa ma anche disporre un rinnovamento dell'apparato statale, che ottenne con la celebre Riforma imperiale.
Ottenuti i finanziamenti, l'imperatore cercò anche l'appoggio dei duchi di Milano, Ludovico il Moro e Beatrice d'Este, che incontrò nell'estate del 1496 a Malles. Egli rimase particolarmente affascinato dalla duchessa, tanto che - a detta del cronista Sanudo - fu "a contemplation di la duchessa de Milano" che poco dopo Massimiliano passò "quel monte sì aspro" e in maniera del tutto informale venne a Vigevano, dove si trattenne per qualche tempo in rapporti strettamente amichevoli coi due duchi, prima di avviarsi verso la sua fallimentare impresa di Pisa.

Massimiliano andò a Milano contro la volontà di tutti i signori tedeschi, e accompagnato soltanto da duecento cavalli, cento soldati e da sei uomini di reputazione, cioè i suoi segretari. Una venuta tanto "domestica" diede molto da parlare in territorio veneziano, poiché a giudizio di ognuno anche il più infimo castellano tedesco sarebbe giunto con maggior pompa. Rientrò in Germania solo nel dicembre di quello stesso anno. Un mese dopo, la notizia della prematura morte della duchessa fu per lui causa di sincero dolore, e fu visto versare molte lacrime.
Scese in Italia una seconda volta nel 1498, anche stavolta senza risultati rilevanti. Tornato in territorio imperiale, Massimiliano continuò i lavori della Dieta di Worms, che aveva approvato, oltre all'introduzione di una tassa (il gemeiner Pfennig) per fornire a Massimiliano i mezzi finanziari necessari per le guerre in Italia e contro l'Impero ottomano, il cosiddetto Landfrieden perpetuo, con lo scopo di mettere fine alle guerre private, sulla cui vigilanza era chiamato a vegliare un tribunale apposito, il Reichskammergericht (Tribunale della Camera imperiale).

#### La guerra svizzera

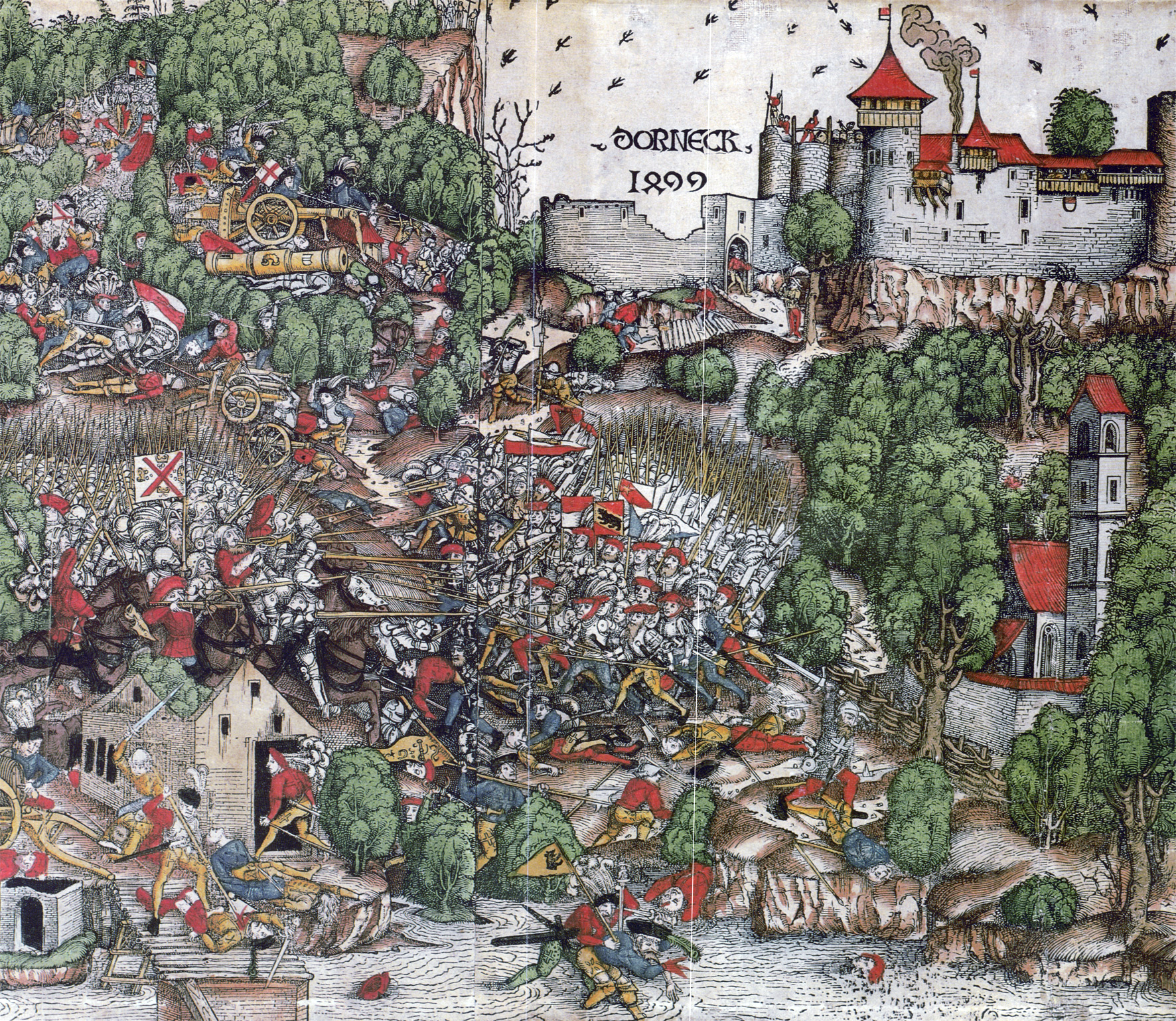
Immagine della sconfitta decisiva per le truppe imperiali presso Dornach.

La Confederazione delle città svizzere, che formalmente faceva parte dell'Impero, non volle riconoscere le decisioni della Dieta di Worms (né aveva voluto inviare propri rappresentanti alla dieta, con l'eccezione della città di Berna). Inoltre, si erano verificate in quei mesi numerose incomprensioni tra i sostenitori dell'imperatore e i membri della Confederazione svizzera. Nel mese di febbraio 1499 gli svizzeri colsero l'occasione, fornita da un pretesto, di attaccare i lanzichenecchi imperiali.
Ben presto i contingenti svizzeri sconfissero le truppe sveve dell'imperatore e penetrarono nei territori del Liechtenstein sino al lago di Costanza. Quelle svizzere erano spesso solo incursioni, dato che i soldati tendevano a ritirarsi poco dopo nei loro confini: tuttavia incontrarono soldati imperiali numerose volte e li sconfissero nella maggior parte dei casi in modo totale. Agli inizi d'aprile Massimiliano, convocata una dieta a Magonza, dichiarò guerra alla confederazione. Ambedue le parti presero a saccheggiare il territorio del nemico lungo il Reno. Le truppe asburgiche penetrarono nel Thurgau, ma appena vennero a contatto con gli svizzeri subirono una pesante sconfitta: le continue vittorie svizzere portarono Massimiliano a cambiare lo scenario di guerra spostando il grosso del suo esercito nella Val Monastero, dove pensava di poter cogliere un'importante vittoria sugli svizzeri impreparati. Tuttavia, nella battaglia della Calva, gli imperiali subirono un'ulteriore sconfitta da parte dell'esercito svizzero che uccise all'incirca cinquemila uomini. Questa e altre battaglie successive, tutte negative per l'Impero, portarono Massimiliano a stipulare la pace con gli svizzeri, che venne siglata il 22 settembre presso Basilea. In seguito la Svizzera divenne de facto indipendente.

### La politica dei matrimoni

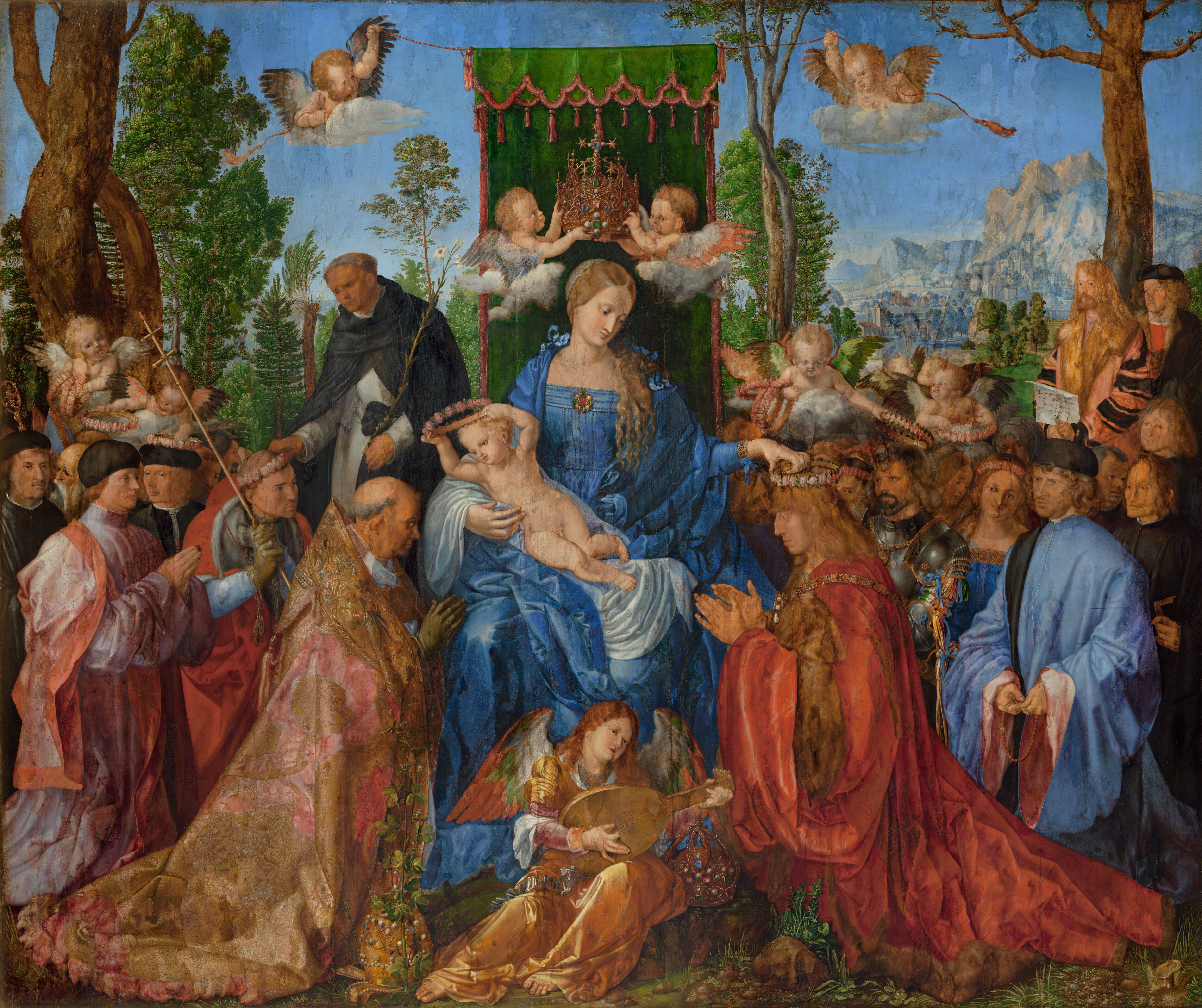
La Festa del Rosario, dipinto di Albrecht Dürer. Ai piedi del trono, sulla destra, l'artista ha raffigurato l'imperatore Massimiliano mentre viene incoronato dalla Vergine, mentre sulla sinistra figura papa Alessandro VI.

#### I figli: Filippo e Margherita
Sfortunato sul piano bellico, Massimiliano seppe fare la fortuna della sua Casa tramite una brillante politica matrimoniale, che ebbe come risultato l'ingrandire enormemente i territori controllati dall'Impero.
Il primo dei felici matrimoni organizzati da Massimiliano fu quello del suo unico figlio maschio ed erede Filippo, denominato, per il suo aspetto fisico, il Bello, con Giovanna, la figlia del re di Aragona Ferdinando II. Dopo alcune trattative, Massimiliano e Ferdinando siglarono un accordo il 5 novembre 1495: Giovanna sarebbe divenuta duchessa di Borgogna. E mentre Filippo sposava Giovanna, la sorella Margherita sarebbe andata in sposa al fratello della nuova duchessa di Borgogna, don Giovanni, principe delle Asturie ed erede del regno del padre Ferdinando e della madre Isabella di Castiglia. Giovanna raggiunse Filippo ad Anversa e i due, innamorati l'uno dell'altra, celebrarono il matrimonio il 21 ottobre 1496.
Don Giovanni e Margherita si sposarono invece in Spagna nella primavera del 1497. Anch'essi innamorati, ebbero una vita matrimoniale felice sino alla morte di Giovanni, che avvenne improvvisamente, appena sei mesi dopo la cerimonia.
Dall'unione di Filippo e Giovanna, che divennero nel 1500 legittimi ed unici eredi dei re spagnoli, nacquero numerose figlie ma anche due dei futuri imperatori del Sacro Romano Impero: Carlo, che visse i suoi primi anni in Borgogna, e Ferdinando, che crebbe in Spagna.
Margherita sposò in seconde nozze Filiberto Duca di Savoia, ma anche questo matrimonio fu breve e sfortunato, e la principessa si ritrovò vedova per la seconda volta nel 1504, a ventiquattro anni appena: da allora divenne reggente, per il nipote, dei territori borgognoni e, secondo i desideri paterni, mantenne il più possibile una politica di amicizia con il vicino regno di Inghilterra. I buoni rapporti tra il ducato ed il regno inglese erano motivati soprattutto da questioni economiche, ma anche spirituali, poiché la nobile cavalleria borgognona era contraria a guerre fra cristiani, per risparmiare le energie per la futura crociata. Margherita però scontentò molto il padre, tessendo una stabile politica di amicizia e cordialità con il regno di Francia e i Valois, da cui Carlo il Temerario discendeva: l'imperatore dissentiva totalmente, definendo in una lettera del 1513 al nipote Carlo i francesi come anciens et encoures naturels ennemis de nostre maison de Bourgogne ("i vecchi e ancora attuali nemici naturali della nostra Casa di Borgogna").

#### I nipoti: Carlo e Ferdinando
Nel 1501, quando suo nipote Carlo aveva solo un anno, Massimiliano si impegnò per assicurargli un grande matrimonio. Dopo aver consolidato il dominio degli Asburgo in Spagna, era ora necessario spostare le attenzioni verso la tradizionale nazione avversaria degli Asburgo: la Francia. Così, nell'estate del 1501, presso Lione, i rappresentanti del re francese Luigi XII guidati dal cardinale d'Amboise, e quelli dell'imperatore con a capo Guglielmo di Croÿ, decisero che Carlo, duca di Borgogna, avrebbe sposato la figlia del re di Francia, Claudia, che gli avrebbe portato come dote il ducato di Bretagna, quello di Milano e il regno di Napoli. Quando ci fu un nuovo incontro nel 1505 presso Hagenau, Luigi XII rifiutò di concedere la mano della figlia al nipote dell'imperatore, dando in sposa Claudia al suo erede, il duca d'Angoulême Francesco, il futuro re Francesco I. Rotti così definitivamente i contatti diplomatici con i francesi, Massimiliano inoltrò trattative di matrimonio con il re d'Inghilterra Enrico VIII, che si conclusero con la promessa di matrimonio tra Carlo e la sorella del re, Maria. Tuttavia, nel 1514, Carlo e Massimiliano subirono un'ulteriore voltafaccia: Enrico VIII decise di rompere la promessa matrimoniale e di concedere sua sorella in sposa all'ormai anziano e vedovo re francese Luigi XII.
Se con Carlo i progetti di Massimiliano naufragarono, andò meglio con l'altro nipote, Ferdinando. Nel 1515 l'imperatore fece giungere ad Innsbruck, dove risiedeva abitualmente, la figlia del re di Ungheria Ladislao, la principessa Anna; qualche anno prima, infatti, Massimiliano e Ladislao avevano stabilito che Anna avrebbe sposato uno dei nipoti dell'imperatore. Carlo, maggiorenne, decise di opporsi a questa prospettiva, mentre il tutore e nonno del giovane Ferdinando, non accettò che il nipote divenisse consorte della principessa Anna. Così Massimiliano, pur di non far cadere l'accordo, accettò di sposare egli stesso Anna se entro un anno uno dei nipoti non si fosse rassegnato. Ma nel 1516 morì il nonno di Ferdinando, Ferdinando d'Aragona, e così il giovane acconsentì a sposarsi con Anna. Il matrimonio fu celebrato solo nel 1521, a Vienna quando Massimiliano era già morto da tre anni.
Intanto Massimiliano aveva anche deciso di adottare ufficialmente come nipote l'unico figlio ed erede del re Ladislao, Luigi di Boemia, che sposò sua nipote Maria. Il destino volle però che Luigi annegasse durante la battaglia di Mohács nel 1526 mentre combatteva contro i turchi, lasciando come eredi del suo regno la sorella Anna ed il cognato Ferdinando, che furono proclamati regina e re d'Ungheria. I disegni di Massimiliano si erano completamente avverati: gli Asburgo governavano allora sull'Impero, sulla Spagna, compresi i domini americani, e sull'Ungheria, formando la più grande potenza europea del secolo.
La politica matrimoniale di Massimiliano, forse il suo capolavoro diplomatico, fu immortalata dalla celebre frase latina: Bella gerant alii, tu felix Austria nube, che tradotta: "Gli altri facciano la guerra, tu, Austria fortunata, sposati."

### La nuova campagna d'Italia: la Lega di Cambrai

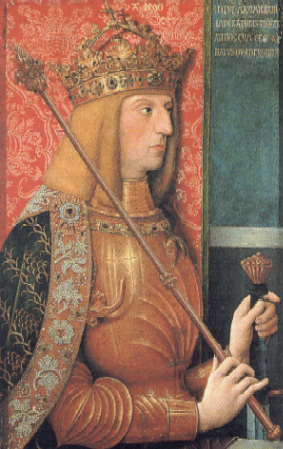
Ritratto ufficiale di Massimiliano I, primo Imperator Romanus Electus con gli attributi del potere imperiale.

In seguito alla morte di Alessandro VI e al breve pontificato di Pio III, gli equilibri italiani erano nuovamente precari: la Repubblica di Venezia aveva approfittato della debolezza del papato per espandere il suo controllo sui territori della Romagna ed il nuovo papa, Giulio II era deciso a riottenere quelle terre. Tuttavia il papa era consapevole che, da sole, le sue truppe non avrebbero potuto essere in grado di sconfiggere l'esercito veneziano e così inviò richieste di aiuto ai grandi sovrani europei.
Francia e Impero accettarono la richiesta del pontefice e il 22 settembre 1504 stipularono a Blois un triplice trattato per prevedere la spartizione futura dei domini Veneziani, per riconoscere l'investitura di Luigi XII a duca di Milano e per concordare i dettagli per il matrimonio di Carlo d'Asburgo e della figlia del re francese. Il rinnovo del trattato nel 1505 spinse Venezia a restituire al papa alcune città romagnole, tenendo solo Rimini e Faenza. Ma Giulio II, nel 1507, chiese che fossero restituite tutte le città romagnole: questa volta ricevette un netto rifiuto.

#### L'intervento di Massimiliano e la sua incoronazione
Da anni Massimiliano attendeva di essere incoronato a Roma dal pontefice. Chiese quindi libero transito nella pianura padana, che gli venne però vietato da Venezia. Usandolo come pretesto, ordinò l'occupazione del Cadore a gennaio del 1508. L'operazione venne svolta con facilità, tuttavia il successo fu breve e la guarnigione lasciata in Cadore venne sconfitta in marzo nella battaglia omonima. Nel frattempo Massimiliano si recò a Trento, vescovado che voleva assicurare rimanesse fuori dall'area di influenza veneziana. Vi giunse il 3 febbraio 1508, alla testa di una sorta di processione, in abito da pellegrino. Il mattino del giorno seguente si recò nel Duomo, dove prese lo scettro e il globo e si fece proclamare dal suo cancelliere, il vescovo Matthäus Lang, imperator romanus electus. La formula venne presto approvata da Giulio II, ma si trattò della prima incoronazione imperiale non effettuata da un papa.

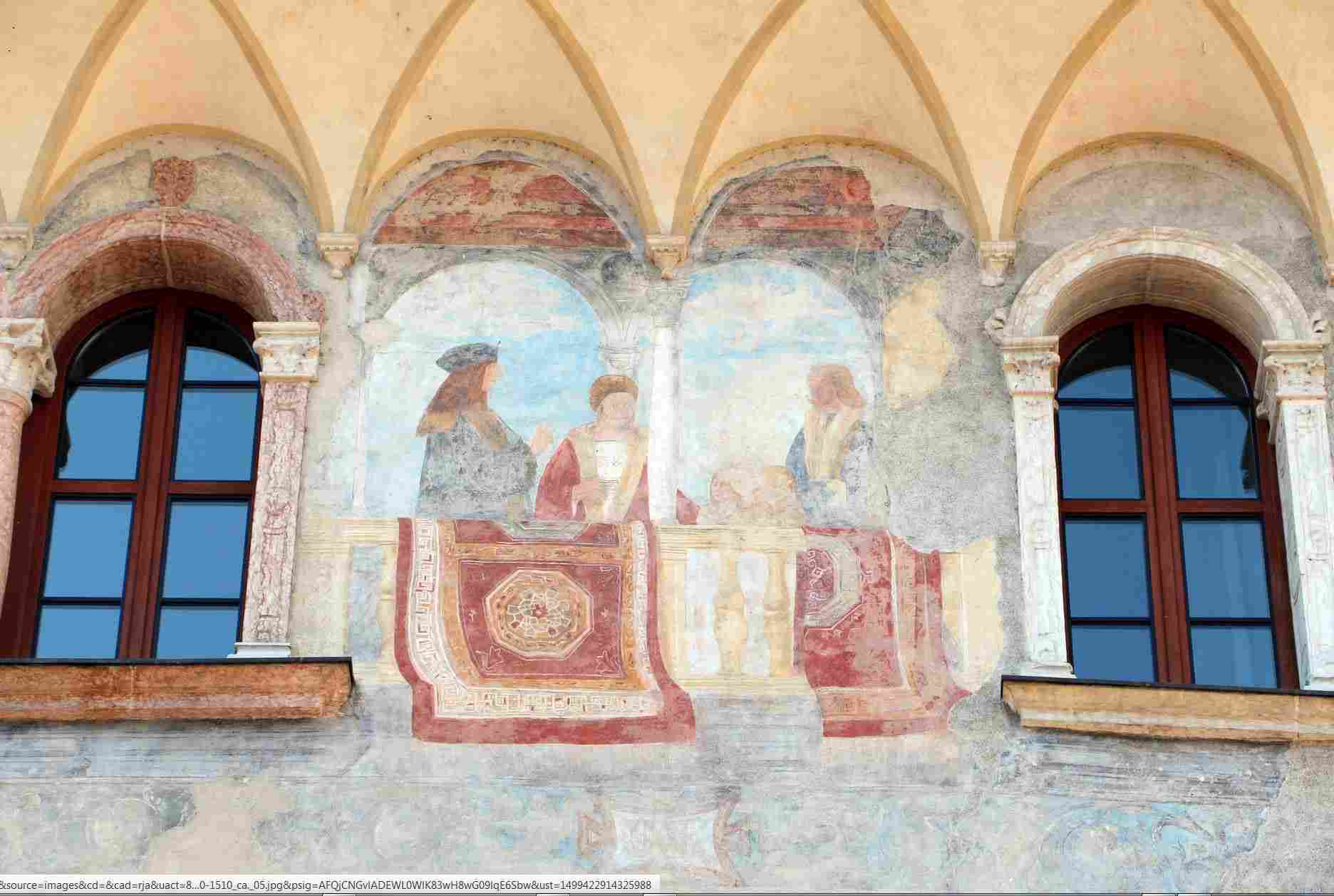
Trento Palazzo Geremia Visita dell'Imperatore Massimiliano I

Medaglia offerto di Maximiliano dopo la sua incoronazione.
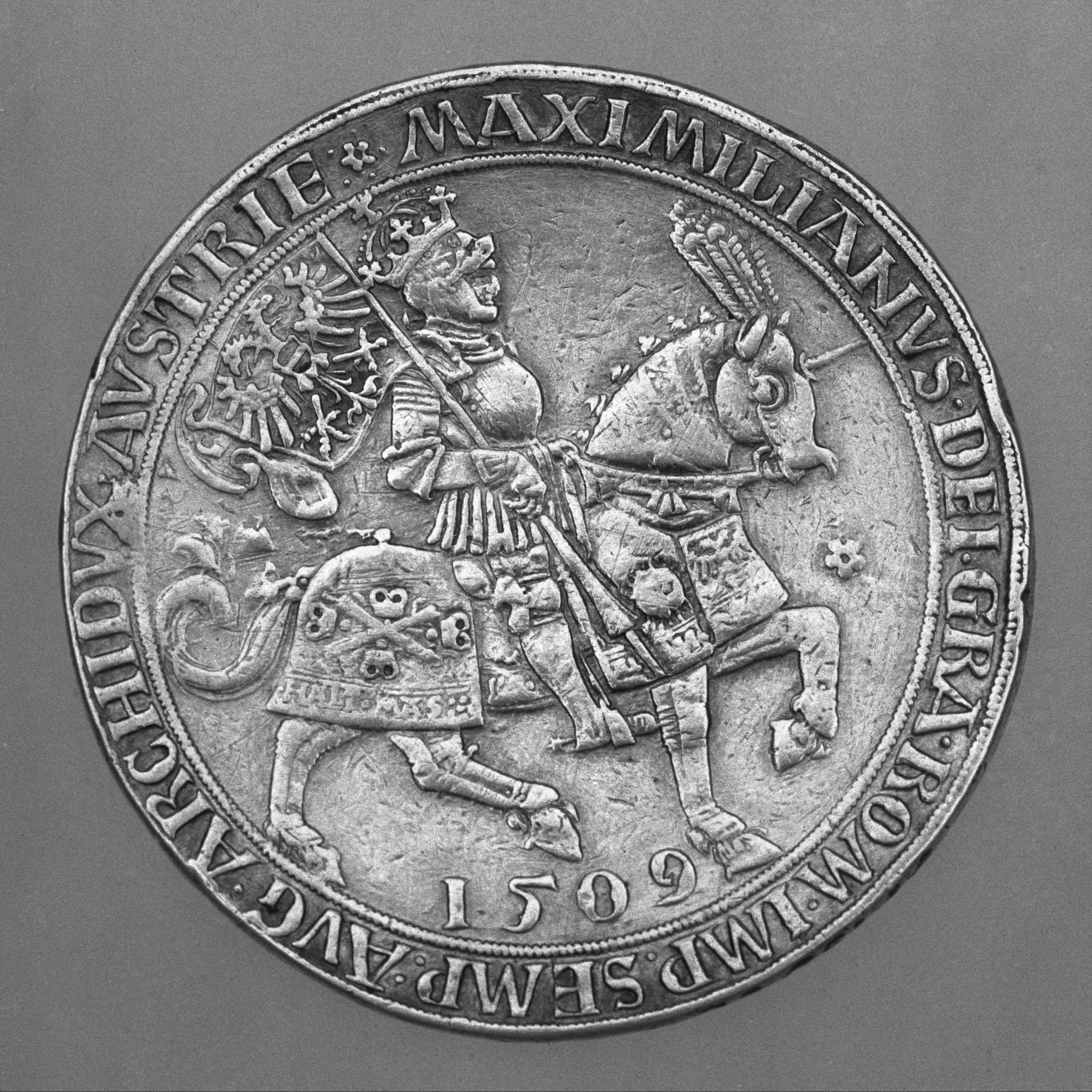
L'imperatore a cavallo.
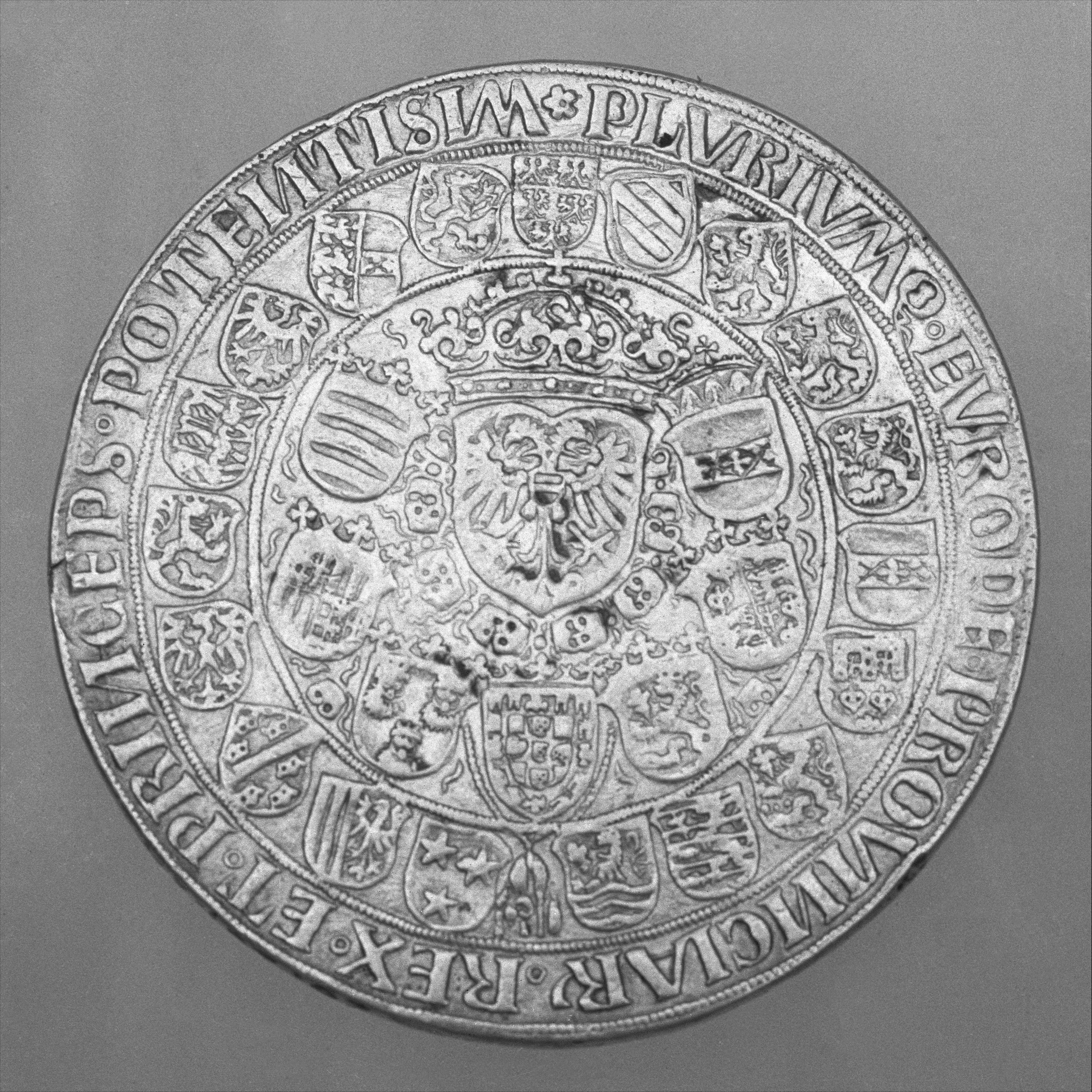
Il lato opposto della medaglia.

L'armata imperiale continuò la penetrazione nella pianura veneta, conquistando Verona. Vicenza gli aprì trionfalmente le porte. Tuttavia, gli uomini e il denaro richiesti dall'imperatore alla dieta di Costanza, non erano giunti se non in minima parte, non sufficiente per affrontare apertamente i veneziani. Così Massimiliano venne sconfitto ripetutamente dall'esercito veneziano comandato da Bartolomeo d'Alviano, che si spinse sino alla conquista di Pordenone (della quale gli venne concessa la signoria), Gorizia, Trieste e dell'intera Istria, territorio fondamentale per l'Impero, perché unico sbocco sul mar Mediterraneo.
Massimiliano dovette chiedere una tregua (che venne firmata nel convento francescano dei frati minori ad Arco di Trento l'11 giugno 1508) e si ritirò a Trento.

#### La Lega di Cambrai: nascita e disfacimento
Nel dicembre 1508, con il pretesto di siglare una pace tra l'imperatore e il duca di Gheldria, vi fu un incontro allargato a Cambrai. Accantonata momentaneamente la questione borgognona, Massimiliano e Luigi XII aderirono alle proposte di Giulio II di dividersi i territori della Repubblica di Venezia, che aveva fornito al Papa un pretesto per la guerra proponendo un proprio candidato per la diocesi di Vicenza vacante. Giulio II fu convinto ad entrare nel conflitto, che prevedeva il completo annientamento dello stato veneziano, anche la Spagna. I rappresentanti dei vari sovrani che sarebbero intervenuti militarmente decisero che l'Italia sarebbe così stata spartita: al re di Francia sarebbero andate Cremona, Bergamo, Brescia; a Massimiliano il territorio veneto della Serenissima con Friuli e Istria; la Spagna avrebbe ottenuto le città portuali della Puglia; il ducato di Ferrara e i Gonzaga di Mantova avrebbero acquisito zone limitrofe ai loro confini mentre il duca di Savoia avrebbe ottenuto il controllo dell'isola di Cipro. La Repubblica ne fu ben presto informata tramite il suo ambasciatore alla corte francese.
Nel 1509 il conflitto ebbe inizio: in breve tempo il re di Francia attraversò le Alpi e si scontrò con l'esercito veneziano nella battaglia di Agnadello. Con un esercito di circa 40000 uomini e cinquanta cannoni, Luigi XII colse una grande vittoria sull'esercito veneziano ottenendo il controllo del Veneto sino a Mestre.
Massimiliano intervenne troppo tardi e le sue truppe non furono di nessun aiuto ai francesi, che avevano già sconfitto l'avversario. In ogni caso però gli imperiali occuparono Feltre, Belluno, Trieste e Riva del Garda, già abbandonate dalla guarnigione veneziana.
Ma la riscossa di Venezia non tardò a giungere: il 16 luglio 1509 i veneziani riuscirono a strappare Padova agli imperiali. Massimiliano, da Trento, decise di scendere a Padova per riprendere il possesso di quella città: l'esercito però impiegò un mese per arrivare in Veneto e intanto il conte Niccolò di Pitigliano aveva provveduto a fortificare Padova. L'assedio durò due settimane, durante le quali i veneziani respinsero gli attacchi dei lanzichenecchi che, pur essendo riusciti a far breccia nelle mura, non furono in grado di prendere la città. Al termine della seconda settimana, Massimiliano dovette ritirarsi verso il Tirolo. Negli anni che seguirono, la guerra continuò, ma Massimiliano preferì non parteciparvi attivamente.
Contrasti tra Giulio II e i francesi, uniti alla volontà papale di annettersi il ducato di Ferrara, alleato francese, col quale era in attrito da tempo, portarono allo scioglimento della Lega agli inizi del 1510 e ad un'alleanza anti-francese tra il Papato e Venezia. Dopo alcuni successi iniziali, Giulio II si trovò in grande difficoltà, minacciato anche di deposizione da parte di un concilio di cardinali dissidenti convocato a Pisa da Luigi XII. Nell'ottobre del 1511 promosse una "Lega Santa" in funzione anti-francese, cui tuttavia Massimiliano aderì solo l'anno dopo. Nel 1511 infatti gli era balzato in mente un progetto in sé folle. Giulio II si era ammalato piuttosto seriamente e Massimiliano, libero da qualunque vincolo matrimoniale, pensò di poter scendere a Roma e farsi eleggere dai cardinali papa; comunicò la sua decisione ai suoi famigliari e poi lo fece sapere ai suoi banchieri, i ricchi Fugger. Ma Jacob Fugger si rifiutò, vista l'assurdità del progetto, di finanziare l'imperatore.

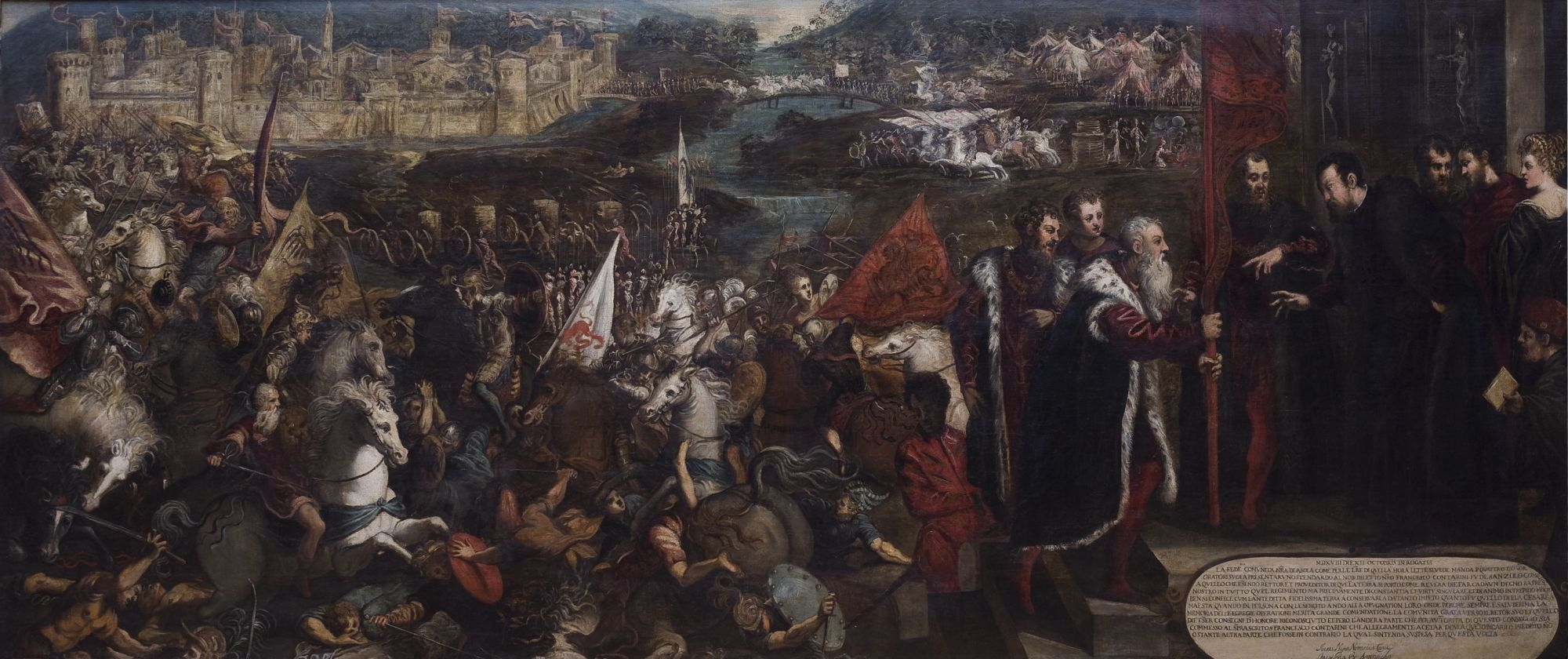
Tintoretto, Assedio di Asola, 1544-1545.

Massimiliano aderì quindi alla Lega Santa e, con la collaborazione di Enrico VIII, inferse ai francesi una grave sconfitta nella battaglia di Guinegatte nel 1513. Negli anni che seguirono la presenza imperiale nella guerra italiana non fu rilevante.
Nel marzo 1516, l'imperatore mosse il suo esercito di 20000 uomini da Trento alla volta di Milano. Deciso a conquistare un'importante roccaforte veneziana, assediò Asola. Durante i tre giorni di assedio, dal 16 al 19 marzo, milizie e abitanti, agli ordini del nobile Provveditore veneziano Francesco Contarini e sostenuti dal condottiero Riccino Daina, tennero testa agli imperiali che furono costretti a ritirarsi verso Orzinuovi e Soncino. Le fasi della battaglia furono immortalate in un celebre dipinto del Tintoretto, Assedio di Asola, datato 1544-1545.

### Morte e eredità
Prossimo alla morte, Massimiliano meditò di assicurare il futuro della dinastia cercando di convincere durante la Dieta di Augusta i Principi Elettori a nominare il nipote Carlo Re dei Romani, ma i principi non furono di quest'avviso, e Massimiliano difettava del miglior argomento per fargli cambiare idea, cioè il denaro. Oltre che generoso di natura, dissipava nei suoi grandi progetti politici e negli eserciti necessari molto denaro. Negli ultimi anni del suo regno era quasi in miseria e le cambiali da lui firmate non valevano nulla.
Il lungo viaggio, oltretutto in inverno, da Augusta fino all'Austria si rivelò un colpo mortale per l'imperatore, già in cattiva salute, che nel Castello di Wels, in Alta Austria, non fu più in grado di proseguire, e vi morì l'11 gennaio 1519. Come devoto cristiano, presagendo la fine dedicò l'ultima settimana di vita alla preghiera, tralasciando gli affanni materiali per preparare l'anima al trapasso, come anni dopo avrebbe fatto a Yuste il suo successore Carlo. Venne sepolto non nella celebre Hofkirche di Innsbruck nel grandioso mausoleo che vi aveva fatto realizzare, città che aveva rifiutato di accoglierlo poche settimane prima della morte; bensì nella cappella dedicata a San Giorgio a Wiener Neustadt, esattamente sotto l'altare.
Alla sua morte il titolo imperiale passò a suo nipote Carlo, dato che suo figlio Filippo, re consorte di Castiglia era morto nel 1506. Negli anni precedenti Massimiliano aveva nominato l'unica figlia, Margherita d'Asburgo, tutrice in favore dei nipoti Carlo e Ferdinando, che sarebbe divenuto anch'esso Imperatore del Sacro Romano Impero.

## Ascendenza
|                        |                           |                         | Genitori                                   |  |  | Nonni |  |  | Bisnonni     |  |  | Trisnonni  |  |
|                        |                           |                         |                                            |  |  |       |  |  | Leopoldo III |  |  | Alberto II |  |
|                        |                           |                         |                                            |  |  |       |  |  | Leopoldo III |  |  | Alberto II |  |
|                        |                           | Giovanna di Pfirt       |                                            |  |  |       |  |  | Leopoldo III |  |  |            |  |
| Ernesto I              |                           |                         |                                            |  |  |       |  |  | Leopoldo III |  |  |            |  |
|                        |                           | Verde Visconti          | Bernabò Visconti                           |  |  |       |  |  |              |  |  |            |  |
|                        |                           | Verde Visconti          | Bernabò Visconti                           |  |  |       |  |  |              |  |  |            |  |
|                        |                           | Verde Visconti          | Regina della Scala                         |  |  |       |  |  |              |  |  |            |  |
| Federico III           |                           | Verde Visconti          |                                            |  |  |       |  |  |              |  |  |            |  |
|                        |                           | Siemowit IV di Masovia  | Siemowit III di Masovia                    |  |  |       |  |  |              |  |  |            |  |
|                        |                           | Siemowit IV di Masovia  | Siemowit III di Masovia                    |  |  |       |  |  |              |  |  |            |  |
|                        |                           | Siemowit IV di Masovia  | Eufemia di Opava                           |  |  |       |  |  |              |  |  |            |  |
| Cimburga di Masovia    |                           | Siemowit IV di Masovia  |                                            |  |  |       |  |  |              |  |  |            |  |
|                        |                           | Alessandra di Lituania  | Algirdas                                   |  |  |       |  |  |              |  |  |            |  |
|                        |                           | Alessandra di Lituania  | Algirdas                                   |  |  |       |  |  |              |  |  |            |  |
|                        |                           | Alessandra di Lituania  | Uliana di Tver'                            |  |  |       |  |  |              |  |  |            |  |
| Massimiliano I         |                           | Alessandra di Lituania  |                                            |  |  |       |  |  |              |  |  |            |  |
|                        | Giovanni I del Portogallo | Pietro I del Portogallo |                                            |  |  |       |  |  |              |  |  |            |  |
|                        | Giovanni I del Portogallo | Pietro I del Portogallo |                                            |  |  |       |  |  |              |  |  |            |  |
|                        | Giovanni I del Portogallo | Teresa Gille Lourenço   |                                            |  |  |       |  |  |              |  |  |            |  |
| Edoardo del Portogallo | Giovanni I del Portogallo |                         |                                            |  |  |       |  |  |              |  |  |            |  |
|                        |                           | Filippa di Lancaster    | Giovanni Plantageneto, I duca di Lancaster |  |  |       |  |  |              |  |  |            |  |
|                        |                           | Filippa di Lancaster    | Giovanni Plantageneto, I duca di Lancaster |  |  |       |  |  |              |  |  |            |  |
|                        |                           | Filippa di Lancaster    | Bianca di Lancaster                        |  |  |       |  |  |              |  |  |            |  |
| Eleonora d'Aviz        |                           | Filippa di Lancaster    |                                            |  |  |       |  |  |              |  |  |            |  |
|                        |                           | Ferdinando I d'Aragona  | Giovanni I di Castiglia                    |  |  |       |  |  |              |  |  |            |  |
|                        |                           | Ferdinando I d'Aragona  | Giovanni I di Castiglia                    |  |  |       |  |  |              |  |  |            |  |
|                        |                           | Ferdinando I d'Aragona  | Eleonora d'Aragona                         |  |  |       |  |  |              |  |  |            |  |
| Eleonora di Trastámara |                           | Ferdinando I d'Aragona  |                                            |  |  |       |  |  |              |  |  |            |  |
|                        |                           | Eleonora d'Alburquerque | Sancho d'Alburquerque                      |  |  |       |  |  |              |  |  |            |  |
|                        |                           | Eleonora d'Alburquerque | Sancho d'Alburquerque                      |  |  |       |  |  |              |  |  |            |  |
|                        |                           | Eleonora d'Alburquerque | Beatrice del Portogallo                    |  |  |       |  |  |              |  |  |            |  |
|                        |                           | Eleonora d'Alburquerque |                                            |  |  |       |  |  |              |  |  |            |  |

## Matrimoni e figli
Massimiliano si sposò tre volte, prima con:
- Maria di Borgogna (1457-1482), dalla quale ebbe:
  - Filippo I d'Asburgo, (1478-1506) detto il Bello - divenuto marito di Giovanna di Castiglia, meglio conosciuta come Giovanna la Pazza. I due furono prima duchi di Borgogna, poi eredi al trono di Spagna (dal 1500);
  - Margherita d'Asburgo, (1480-1530) - moglie dell'infante Giovanni di Trastámara, erede al trono di Spagna e, più tardi, di Filiberto II di Savoia, signore della Savoia.

Rimasto vedovo alla morte improvvisa di Maria di Borgogna a causa di una caduta da cavallo, Massimiliano decise di risposarsi per aumentare i suoi eredi:
- Anna di Bretagna (1477-1514), sposata per procura. Il matrimonio fu poi annullato poiché fu rapita dal re di Francia Carlo VIII che la sposò.
- Bianca Maria Sforza (5 aprile 1472 - 31 dicembre 1510), figlia del duca di Milano e nipote di Ludovico il Moro, dalla quale non ebbe figli.

Ebbe anche numerosi figli illegittimi, avuti da altrettanti amanti. Molti di questi vennero legittimati.
Da una vedova incontrata a Den Bosch, nelle Fiandre, ebbe:
- Barbara Disquis (1482 – 1568)

Da un'amante sconosciuta, ebbe:
- Martha (Margaretha, Mathilde o Margareta) von Edelsheim (?-1537), sposò in prime nozze Johann von Hille (m. 1515); sposò in seconde nozze nel 1517 o nel 1520 Ludwig Helferich von Helfenstein (1493-1525); ebbe un figlio dal secondo matrimonio.

Da Margareta Rappach (c. 1470-1522), maritata von Rottal, ebbe:
- Barbara von Rottal (1500–1550), sposò Siegmund von Dietrichstein.
- Georg (1505-1557), principe-vescovo di Liegi

Da Anna von Helfenstein, ebbe:
- Cornelio (1507–c. 1527).
- Maximilian Friedrich von Amberg (1511–1553), signore di Feldkirch.
- Anna Maria (1512-1562), sposò Bartold Dienger
- Leopold (1515-1557), vescovo di Cordoba, ebbe figli illegittimi
- Dorothea (1516–1572), signora di Falkenburg, Durbuy e Halem, dama di compagnia della regina Maria d'Ungheria; sposò Giovanni I della Frisia orientale
- Anna Margareta (1517–1545), dama di compagnia della regina Maria d'Ungheria; sposò François de Melun ( –1547), II conte di Epinoy.
- Anne (1519–?), sposò Louis d'Hirlemont.
- Elisabeth (m. 1581–1584), sposò Ludovico III della Marca, conte di Rochefort.
- Barbara, sposò Wolfgang Plaiss.
- Christoph Ferdinand (m. c. 1522).

Da un'amante sconosciuta, ebbe:
- Guielma, sposò Rudiger (Rieger) von Westernac

## Titoli
Come erede designato del Sacro Romano Impero:
- Re dei Romani (1486 – 1493)

Come sovrano del Sacro Romano Impero:
- Re dei Romani (1493 – 1508)
- Imperatore Eletto dei Romani (1508 – 1519)
- Re in Germania (1508 – 1519)

Come sovrano delle terre ereditarie asburgiche:
- Arciduca d'Austria
- Duca di Stiria, Carinzia e Carniola
- Margravio di Burgau
- Langravio d'Alsazia
- Conte di Tirolo, Gorizia e Ferrette
- Signore di Pordenone

Come governante dei Paesi Bassi borgognoni:
- Duca (titolare) di Borgogna
- Duca di Brabante, Limburgo, Lussemburgo e Gheldria
- Conte Palatino di Borgogna
- Conte delle Fiandre, di Artois, Hainaut, Olanda, Zelanda, Namur e Zutphen
- Signore di Frisia, Salins e Mechelen

Titoli personali (cui non corrispondeva un'effettiva sovranità):
- Re di Ungheria, Dalmazia e Croazia
- Margravio del Sacro Romano Impero
- Conte di Asburgo e Kyburgo
- Signore della Marca dei Venedi